# Combretum dolichopetalum
Combretum dolichopetalum är en tvåhjärtbladig växtart som beskrevs av Adolf Engler och Diels. Combretum dolichopetalum ingår i släktet Combretum och familjen Combretaceae. Inga underarter finns listade i Catalogue of Life.